# 深海一号气田
深海一号气田（陵水17-2气田）是位於瓊東南盆地的一個天然氣田，該氣田的天然气储量超過千亿立方米，最大水深超过1500米，最大井深超過4000米，由中国海洋石油集团有限公司負責開發，是中華人民共和國首個由該國企業運營的千亿立方米的天然氣田以及由該國企業發現的平均水深最深的天然氣田。

## 地理位置
“深海一号”气田位于距海南岛150公里的琼东南盆地。

## 历史
2014年8月，中国海洋石油集团有限公司勘探发现該氣田。
2018年底，中国海油正式启动了该气田的实质性工程开发建设工作。
2021年4月15日，深海一号气田的鑽井和完井作業全部完成。
2021年1月中旬，为该气田配套的深海一号能源站从山东烟台启程，到达气田位置后开启海上安装和生产调试工作。
2021年6月25日，深海一号氣田正式投产。11月24日，深海一号日产天然气1000万立方米，達到設計产量頂峰。
2022年6月25日，中国海油宣佈深海一号投产一年来，累计生产天然气突破20亿立方米。
2023年4月10日，深海一号气田完成远程遥控生产改造与调试工作，深海一号气田也因此成为世界首个具备遥控生产能力的超大型深水半潜式生产储油平台。
截至2023年6月25日，深海一号气田累计生产天然气突破50亿立方米。
2023年8月20日，深海一号完成投产以来的首次海管清管作业。
深海一号二期工程气田位于海南岛南部海域。2023年10月16日，深海一号二期工程首口开发井作业完成。12月14日，深海一号二期项目A12井完成钻井作业。12月23日，深海一号气田完成投产后首次凝析油舱清舱检测作业。2024年2月1日，深海一号二期工程综合处理平台陆地建造全部完工。2024年2月28日，深海一号二期工程综合处理平台海上安装作业全部完成。
2024年8月26日，深海一号二期工程A12井放喷作业完成。这标志深海一号二期的海上钻完井作业全部完成。2025年6月25日，深海一号大气田二期项目全面投产。

## 功用
深海一号气田投产后，天然气将通过鄰近崖城13-1氣田的既有海底管道接入中国天然气管网，并每年向粤港琼等地稳定供气30亿立方米，预计可满足粤港澳大湾区四分之一的民生用气需求。